# سفارة النرويج في التشيك
سفارة النرويج في التشيك هي أرفع تمثيل دبلوماسي لدولة النرويج لدى التشيك. تقع السفارة في براغ وهي تهدف لتعزيز المصالح النرويجية في التشيك.

## وصلات خارجية
- قائمة سفارات النرويج
- قائمة السفارات في التشيك